# Zeitnot
Zeitnot ist ein Begriff aus dem Schachspiel und bezeichnet die Bedrängnis eines Spielers, wenn in einer mit Schachuhr ausgetragenen Partie nur noch wenig Bedenkzeit zur Verfügung steht, um eine bestimmte Anzahl von Zügen zu machen oder die Partie vor Ablauf der maximal erlaubten Bedenkzeit zu Ende zu spielen. 
Zeitnot im (Familien-)Alltag oder im Berufsleben steht synonym für (Leistungs-)Druck und Überforderung, denen Menschen oftmals ausgesetzt sind, so dass (geplante) Vorhaben zeitlich nicht oder nur schwer umgesetzt werden können. Zeitmanagement kann eine Bewältigungsstrategie sein.
Der Begriff Zeitnot wurde als Germanismus in viele Sprachen, unter anderem ins Russische, übernommen.

## Definition der Zeitnot
Zeitnot wird von Schachspielern subjektiv unterschiedlich empfunden. Insbesondere gute Blitzschachspieler haben meist keine Schwierigkeit, mehrere Züge innerhalb weniger Sekunden auszuführen.
Im Allgemeinen geht man in den letzten fünf Minuten vor einer Zeitkontrolle von Zeitnot aus, wenn pro noch auszuführendem Zug weniger als 30 Sekunden Bedenkzeit zur Verfügung stehen. Die Schachregeln der FIDE (Artikel 8.3) erlauben es einem in Zeitnot befindlichen Spieler, in dieser Phase auf das Notieren seiner Züge zu verzichten. Dies übernimmt dann ein Schachschiedsrichter, der gegebenenfalls auch bei einer Überschreitung der Bedenkzeit eingreift. 

## Ursachen von Zeitnot im Schach
Es kann mehrere Ursachen dafür geben, dass ein Spieler häufig in Zeitnot gerät. Rein schachlich begründete Gründe, etwa die Überraschung durch eine starke Eröffnungsbehandlung des Gegners und mangelnde Vertrautheit mit der resultierenden Stellung, machen dabei nur eine Minderheit der Fälle aus. Nach Auffassung von Mark Dworezki liegt in vielen Fällen ein schachpsychologisches Problem vor. Der unter Zeitnot leidende Spieler ist häufig unentschlossen, verbraucht Zeit für offensichtliche Züge und vertraut nicht seiner Intuition. Er beschäftigt sich zu lange mit unwichtigen Stellungsnuancen. Manche Spieler geraten auch in Zeitnot, weil sie unbewusst eine Ausrede für den Verlust von Partien suchen. Zur Vermeidung von Zeitnot wird empfohlen, regelmäßig den Bedenkzeitverbrauch während einer Partie zu notieren und im Nachhinein zu analysieren, ob er angemessen war.

## Verhalten bei knapper Bedenkzeit
Das „Zeitmanagement“ sowie Verhaltensweisen und Strategien, Zeitnot bzw. einen übermäßigen Verbrauch der zur Verfügung stehenden Bedenkzeit zu vermeiden, sind Teil der schachlichen Ausbildung, die dem Bereich der praktischen Schachpsychologie angehören. Es gibt oftmals Stellungen, in denen die Suche nach dem optimalen Zug rechtzeitig abgebrochen werden muss, um eine Wahl zwischen mehreren guten Zügen zu treffen und genügend Zeit für später anfallende Entscheidungen übrig zu behalten.
Nichtsdestoweniger hatten viele bekannte Meister oftmals mit Zeitnot zu kämpfen, so etwa Samuel Reshevsky und Friedrich Sämisch. Sogar bei Weltmeisterschaften war Zeitnot schon in wichtigen Partien spielentscheidend. Michail Botwinnik arbeitete systematisch daran, nicht in Zeitnot zu kommen, indem er Trainingswettkämpfe spielte, in denen er hauptsächlich darauf achtete, seine Bedenkzeiteinteilung zu verbessern. 
Umgekehrt gibt es Spezialisten, die das Spiel mit knapper Bedenkzeit als psychologischen Trick einsetzen. In schwieriger Lage würden, so Alexei Suetin, bestimmte Meister, die an „Zeitnotaffären“ gewöhnt seien, mitunter absichtlich eine knappe Bedenkzeit herbeiführen und dem Gegner damit eine „psychologische Falle“ stellen.